# Antony Cordier
Antony Cordier (Tours, 17 febbraio 1973) è un regista, sceneggiatore e montatore francese.

## Filmografia

### Regista
- La vie commune (2000) Cortometraggio
- Beau comme un camion (2000) Cortometraggio documentaristico
- Douches froides (2005)
- Amore facciamo scambio? (Happy Few) (2010)
- Gaspard va al matrimonio (Gaspard va au mariage)  (2017)

### Sceneggiatore
- La vie commune (2000) Cortometraggio
- Beau comme un camion (2000) Cortometraggio documentaristico
- Douches froides (2005)
- Amore facciamo scambio? (Happy Few) (2010)
- Gaspard va al matrimonio (Gaspard va au mariage) (2017)

### Montatore
- Nageurs (1997) Cortometraggio
- L'origine de la tendresse (1999) Cortometraggio
- Beau comme un camion (2000) Cortometraggio documentaristico

### Direttore della fotografia
- Beau comme un camion (2000) Cortometraggio documentaristico